# Rhod Rothfuss
Carlos María Rothfuss, conocido como Rhod Rothfuss (Montevideo, 1920 - Montevideo, 31 de diciembre de 1969), fue un artista plástico uruguayo que tuvo importante influencia en las vanguardias rioplatenses de las décadas de 1940 y 1950.

## Biografía
Después de ingresar en el Círculo de Bellas Artes y realizar estudios en la Academia de Bellas Artes, en Montevideo, se instala en Argentina. Junto a su compatriota Carmelo Arden Quin y Gyula Kosice fundan en 1946 el movimiento Madí, del que es su teórico más importante.
En sus trabajos en pintura, por lo general, emplea figuras geométricas irregulares y rompe con la estructura cuadrada o rectangular del marco; mientras, en sus esculturas abstractas utiliza diferentes elementos de uso práctico.